# The Pawnbroker
 The Pawnbroker és una pel·lícula estatunidenca dirigida per Sidney Lumet, estrenada el 1964.

## Argument
The Pawnbroker  és la història d'un supervivent de l'Holocaust, Sol Nazerman  és un prestador sense humanitat a Harlem que intenta rebutjar els seus records. Aquests intervenen per flaixos d'un segon després dos, tres, quatre abans de trobar el passat. La pel·lícula intenta així reconstituir la vida en un camp de concentració.

## Repartiment
- Rod Steiger: Sol Nazerman
- Geraldine Fitzgerald: Marilyn Birchfield
- Brock Peters: Rodriguez
- Jaime Sánchez: Jesus Ortiz
- Thelma Oliver: Noia d'Ortiz
- Marketa Kimbrell: Tessie
- Baruch Lumet: Mendel
- Juano Hernández: M. Smith
- Linda Geiser: Ruth Nazerman
- Nancy R. Pollock: Bertha
- Raymond St. Jacques: Tangee
- John McCurry: Buck
- Eusebia Cosme: Sra. Ortiz
- Warren Finnerty: Savarese
- Morgan Freeman
- Reni Santoni

## Premis i nominacions[calcitació]

### Premis
- 1964: Premi FIPRESCI - Menció honorable per Sidney Lumet al Festival Internacional de Cinema de Berlín
- 1964: Os de Plata a la millor interpretació masculina per Rod Steiger
- 1967: BAFTA al millor actor estranger per Rod Steiger

### Nominacions
- 1964: Os d'Or
- 1966: Oscar al millor actor per Rod Steiger
- 1966: Globus d'Or al millor actor dramàtic per Rod Steiger